# Колмар (Немачка)
Колмар (њем. Kollmar) општина је у њемачкој савезној држави Шлезвиг-Холштајн. Једно је од 112 општинских средишта округа Штајнбург. Према процјени из 2010. у општини је живјело 1.719 становника. Посједује регионалну шифру (AGS) 1061118, NUTS (DEF0E) и LOCODE (DE KOL) код.

## Географски и демографски подаци
Колмар се налази у савезној држави Шлезвиг-Холштајн у округу Штајнбург. Општина се налази на надморској висини од 0 метара. Површина општине износи 32,8 km². У самом мјесту је, према процјени из 2010. године, живјело 1.719 становника. Просјечна густина становништва износи 52 становника/km².